# BTS (Business Telecommunication Services)

BTS Logo

Business Telecommunications Services o BTS es una empresa de telecomunicaciones fundada en 1993 con sede en Miami, Estados Unidos. Desde sus inicios, ha enfatizado la tecnología y la automatización de procesos, lo que le ha permitido ser un aliado tecnológico para muchos socios estratégicos. Gracias a su capacidad para adaptarse y evolucionar, BTS se ha ubicado entre las diez principales empresas del mundo en el sector de las telecomunicaciones.
BTS cuenta con más de 400 clientes en todo el mundo y una facturación anual de alrededor de 450 millones de dólares. Su portafolio de productos incluye diversas soluciones de comunicación multicanal entre las que se incluyen la gestión de voz, mensajería A2P, numeración integrada en la nube, servicios de prevención y bloqueo de tráfico fraudulento  y herramientas de análisis de datos.
Como operador global, BTS está conectada con los principales operadores Tier 1 y Tier 2 del mundo y tiene presencia en América, Asia, Europa, Oriente Medio y África. Cuenta con más de 180 rutas directas en 99 países y más de 600 interconexiones totales en todo el mundo.
Además de su sede corporativa en Miami, BTS tiene un centro operativo y tecnológico en Zaragoza, España y representantes locales en Singapur, Roma, Zagreb y Varsovia.
En julio de 2017, Softbank y BTS firmaron un acuerdo de joint venture para crear "S and BTS Global" con el objetivo de ampliar las oportunidades en Asia y el Pacífico. S and BTS Global es un operador japonés que ofrece una amplia gama de servicios de telecomunicaciones y tecnológicos.
Hoy en día, BTS Group está compuesto por varias empresas afiliadas que ofrecen servicios y productos digitales especializados en diversos campos y mercados. Entre los partners más relevantes dentro BTS Group se encuentran Link y MedUX.

## Historia
2023- BTS adquiere KinecDid Networks, expandiendo su servicio de Numeración integrada en la nube y ganando presencia en el Caribe. 
2022- BTS Group lidera una nueva ronda de inversión en la multinacional española MedUX.
2021- BTS completa el proceso de adquisición de un porcentaje significativo de Link, especializado en el diseño y ejecución de iniciativas de transformación digital.
2021- BTS lanza el servicio de Global Numbering Intelligence como parte de su Servicio de Voz.
2020 - BTS se sitúa como en el Top 10 de operadores del mercado mayorista de telecomunicaciones del mundo.
2019 - Expande su actividad a los Balcanes.
2018- BTS invierte por primera vez en la multinacional española MedUX. (referencia global en la industria de la medición, monitorización y mejora de la experiencia de usuario y la calidad de las redes y servicios de telecomunicaciones)
2017 - Firma del acuerdo de joint venture entre BTS y Softbank cuyo resultado será la creación de S and BTS Global.
2016 - Expande su presencia en Oriente Medio, (Dubái) UAE.
2015 - Lanzamiento del servicio A2P SMS. 
2013 -  Apertura de oficina en Asia, (Singapur). 
2008 - Abre un PoP (Punto de Presencia) en Madrid (España) en el Centro de Datos de Interxion para un mejora de la conectividad.
2005 - Abre un PoP en el NAP de las Américas (Miami, FL, USA) para una mejorar el acceso en la región.
2003 - BTS inaugura su Centro de Control de Tráfico (NOC) en el parque tecnológico Walqa, Huesca (España).
2001 - Firma del primer acuerdo estratégico en África. 
1998 - BTS lanza su primera tarjeta prepago en USA.
1996 - Apertura de rutas directas en Latinoamérica y el Caribe. 
1993 - BTS fue fundada en Miami (FL), con el objetivo de prestar servicios de tráfico de voz de larga distancia.

## Productos y servicios
BTS cuenta con un portafolio de productos muy diverso, todos desarrollados internamente con patentes propias. Se encarga de prestar estos servicios tanto a nivel nacional como internacional.
- Numeración integrada en la nube.
- Voz digital.
- A2P SMS
- Herramientas de detección y prevención de fraude

Cuenta también con potentes mecanismos para la prevención del fraude, utilizando herramientas de desarrollo propio que permiten monitorear y prevenir casos de fraude.

## Tecnología y redes
BTS dispone de una red redundante y alta cobertura geográfica en varios continentes.
El proceso de negocio es automatizado de principio a fin a través una sola plataforma muy avanzada que contiene los distintos módulos tales como switching, enrutamiento, anti-fraude y facturación integrados. 
A partir de variables de información integrada (precios de cliente y proveedor, acuerdos comerciales, variables financieras, calidad puntual de los proveedores evaluada de forma permanente, perfiles…) son generados los algoritmos con el objetivo de analizar la información para la gestión del negocio. Se aplican modelos estadísticos para optimizar el enrutamiento y la detección temprana del fraude con su reacción de bloqueo inmediata.

## Asociaciones
BTS es un miembro activo en organizaciones del sector con el objetivo de promover transformación y desarrollo tecnológico. 
- 2002 - BTS decide participar activamente en el grupo de trabajo Wholesale Agreements Solutions (GSMA), una organización global que representa a los actores de telecomunicaciones líderes en el mercado y ayuda a los miembros a trabajar hacia objetivos comunes en torno a las prioridades principales de la industria.[3]
- 2022 - BTS se une al Mobile Ecosystem Forum (MEF) como uno de sus miembros más nuevos de este grupo, donde los líderes de la industria colaboran para mejorar la experiencia del cliente.[4]

- 2020 - BTS es miembro fundador de la organización CBAN que  fija los estándares de interoperabilidad de servicios entre operadores.[5]
- 2018 - BTS se une al Global Leaders Forum (GLF) que facilita el entendimiento entre ejecutivos de alto nivel de la industria a la hora de promover iniciativas técnicas y comerciales en el mercado de las telecomunicaciones en beneficio del negocio, sociedad y economías.[6]
- 2018  - Empieza a formar parte de The Intelligent Network, una organización de carácter exclusivo compuesta por más de 20 ejecutivos de los principales operadores de la industria, con el objetivo de cooperar en la transformación de los modelos de negocio y la evolución tecnológica.
- 2014 - TeleGeography es una consultora que facilita análisis de mercados y tendencias del sector de las telecomunicaciones en voz, datos y ancho de banda.
- 2012 - BTS se une a i3Forum, encuentro de participantes para la definición de las mejores “prácticas” en nuestra industria, sirviendo de impulso para la innovación y facilitando información sobre amenazas y actividades sospechosas.